# ネクラ少女は黒魔法で恋をする
『ネクラ少女は黒魔法で恋をする』（ネクラしょうじょはくろまほうでこいをする）は、熊谷雅人による日本のライトノベル。イラストはえれっとが担当。MF文庫J（メディアファクトリー）より2006年1月から2007年8月まで刊行された。第1回MF文庫Jライトノベル新人賞佳作受賞作。

## 登場人物
空口真帆（そらぐち まほ）
本作の主人公。かなりのネクラであり超内弁慶の毒舌家。空口という名前を「くう・ろ（カタカナのロ）」と読み替えて、本名を読むと「くう・ろ・ま・ほ」ということで黒魔法というあだ名がつけられたりする。だが、それを否定できない。なぜなら彼女は黒魔法が趣味でもある。偶然手に入れた魔術書で悪魔を呼び出すことになり、そのせいで面倒なことに巻き込まれて行く。演劇部員。
一之瀬拓馬（いちのせ たくま）
演劇部部長。真帆の初恋の相手。いつも穏やかだが、沙倖先輩がらみになると険しい。
大河内祐（おおこうち ゆう）
真帆のクラスメート。かなり明るく大らかな性格。文化祭で一之瀬拓馬に一目惚れをする。
空口夏樹（そらぐち なつき）
真帆の妹。真帆と違い、明るく活発的な女の子で、バスケ部のエースで彼氏（ユーヤ）持ち。
弓ヶ浜三癒（ゆみがはま みゆ）
演劇部員。真帆の先輩。かなりの大金持ち。「天真爛漫」がもっとも似合う少女。
雛浦しの（ひなうら しの）
演劇部員で、真帆のクラスメート。家が「雛浦無敵流」という空手の一派の道場を経営している。そのため、超強い。
湊山容一（みなとやま よういち）
演劇部の先輩。ムードメーカー。三癒が好き。
神門裕貴（ごうど ひろき）
演劇部の後輩。不良風の背の小さい少年。真帆に好意を寄せる。本人は知らないが「悪魔」と「人間」の亜種であり、ちょっとしたことでも地震などが起こるほど。
永音鞠（ながね まり）
真帆のクラスの担任教師&演劇部顧問。本当の姿は「天使」でアスガルスという組織の一員。好物は杏仁豆腐。
ゴブリン（ごぶりん）
真帆の召喚した巨大ネズミ。ネズミとしては賢い。
宮脇弥生（みやわき やよい）
演劇部員。かなり不幸体質だが健気でかわいい。雛浦しのを「おねえさま」と慕う。

## 既刊一覧
- 熊谷雅人（著）・えれっと（イラスト） 『ネクラ少女は黒魔法で恋をする』 メディアファクトリー〈MF文庫J〉、全5巻
  1. 2006年1月31日初版発行（1月25日発売[3]）、ISBN 4-8401-1489-7
  2. 2006年7月31日初版発行（7月25日発売[4]）、ISBN 4-8401-1576-1
  3. 2006年11月30日初版発行（11月24日発売[5]）、ISBN 4-8401-1748-9
  4. 2007年3月31日初版発行（3月23日発売[6]）、ISBN 978-4-8401-1824-8
  5. 2007年8月31日初版発行（8月24日発売[7]）、ISBN 978-4-8401-2000-5